# 小堀遠州流
小堀遠州流（こぼりえんしゅうりゅう）は、江戸時代初期の大名であり茶人であった小堀遠州（こぼり えんしゅう／小堀政一 1579年～1647年）を流祖とし、遠州の茶道を継承する武家茶道の一派「遠州流」の中でも小堀遠州直系の子孫に伝わる流派である。

## 小堀遠州の茶
小堀遠州は、江戸幕府の茶道指南役を務め、徳川家康・秀忠・家光の三代将軍に仕えながら、将軍家や諸大名に茶の湯を広めた。茶道は安土桃山時代まで「茶の湯」と呼ばれ、堺や奈良の豪商の嗜みとして発展し、千利休が侘び茶を大成した。
その後、江戸幕府が開かれ平和な時代が来るとともに武家の嗜みとして古田織部が茶の湯の芸術性を高め、小堀遠州が武家の茶を完成させた。
江戸時代の流行歌として、
織理屈（おりりくつ）
綺麗キッパは遠江（とおとうみ）
お姫宗和に　ムサシ宗旦
と言われたように、遠州の茶風は、千利休の「侘び」の精神に、王朝文化の華やかさや雅（みやび）を融合させ、その上で同時代に千宗旦によって確立された千家流と比較してキッパリとしていて、後に「綺麗寂び」と呼ばれるものであった。
また小堀遠州は茶道の精神性についても追求し、豪商や大名の嗜みであった「茶の湯」を、小堀遠州書捨の文の中で「茶の道」と呼称してその精神性を説いたように、現代の芸能である「茶道」に繋がる転換を図った。
加えて、小堀遠州は茶道だけでなく、作事奉行として桂離宮、仙洞御所、二条城、名古屋城などの建築・造園にも携わり、日本の美意識の形成に大きな影響を与えた。
また、藤原定家に私淑して定家様を究め、寛永の三筆に並ぶ書家として活躍した。
さらに、茶道具の鑑定や高取焼・膳所焼・丹波焼・信楽焼・伊賀焼・志戸呂焼などの窯元の指導にも尽力し、現代では遠州七窯と呼ばれる国焼の発展を通して茶の湯界に大きく寄与した。
この美意識を受け継ぎながら、遠州流は武家の作法や礼法を重んじる茶道として発展し、現代に至るまで「綺麗さび」の精神を伝え、国内外で茶道の普及・文化交流を行い、伝統文化の継承と発展に努めている。

## 小堀遠州の門人
徳川家光、小堀正行、小堀政尹、沢庵和尚、江月和尚、瀧本坊昭乗、古筆了雪（古筆鑑定家。古筆了佐の五男）、狩野守信、佐川田昌俊、黒田正玄、山田大有、大森秀祐（漸齋）、神尾元勝(3世小堀正十の舅)
（出典：『読史備要』）

## 特徴
将軍の茶道指南役を務めた小堀遠州の武家茶の系譜を受け継ぎ、綺麗寂びの美意識を反映した遠州好と呼ばれる茶道具が置き合わせされた茶室に入ると、寛永文化の洗練された美しさを感じることが出来るとされる。
小堀遠州が拠点としていた伏見奉行屋敷にあった茶室「転合庵」の上段の間付三畳台目席に常什の「転合庵棚」は、質素でありながらも遠州の美意識や遊び心を反映しており、加えて台目席に水指棚を用いるという革新性も兼ね備えており、小堀遠州流の茶会では写しのものをしばしば用いる。
袱紗を右につけ、茶碗に茶筅を仰向けで仕込み、茶杓を伏せてのせるところは古田織部以降の武家茶道に共通する伝統であるが、加えて弓道や剣術にも共通する「爪揃え」と呼ばれる道具の持ち方や「指建礼」など遠州以来の武家の作法が多く取り入れられているのが特徴である。
道具の扱いについては、特に茶筅置き茶碗の扱いや五段柄杓の法など、小堀遠州や歴代の古書に見える伝統的な点前を現代に受け継いでいる。

## 歴史
初代小堀遠州から同母弟小堀正行に伝わり、その後も歴代当主に正統に受け継がれた流派である。「槍の治左衛門」と呼ばれた2世正行のように武家として活躍しながらも、多賀大社の造営奉行を努めた3世小堀正十や、特別名勝栗林公園の造園を担ったとされる4世小堀政孝など、茶道に加え、小堀家らしく建築・作事を得意としてきた。
小堀遠州流は6世小堀政郷に実子がなく遠州直系の玄孫である7世小堀政報、8世政展が家督を相続し、以後遠州直系となった。
また、伏見騒動以降は本家が途絶えたために小堀氏の惣領として活動し、庶流の小堀宗中(遠州茶道宗家8代家元)の召し出しを小堀政純が権十郎家小堀正備らとともに幕府に嘆願するなど、小堀一門の結束を図った。
茶道においても遠州直系の子孫が継いでいる唯一の流派として、12世小堀宗舟が明治維新後に「家元」として名乗りを上げ、平瀬露香を世話役として遠州流茶道保存会を立ち上げ、東京と関西を中心に、時には山口・萩に出向いて遠州流の普及に務めた。
その後、15世小堀宗通が昭和27年(1952年)2月より小堀遠州流家元機関誌を発行するなど独自に活動を続け、昭和37年（1962年）に改めて「遠州茶道宗家」と異なる遠州流系の家元であることを宣言した。
家元は東京都練馬区にあり、同門組織は松籟会という。は武家茶道を代表する四派の1つとして、柳営茶会において毎年釜を掛けているなど、将軍指南役を務めた遠州流を正統に現代まで伝えている。
また、松殿山荘流（しょうでんさんそうりゅう）は、小堀遠州流第12世小堀宗舟の弟子である高谷宗範が創始し、現在は公益財団法人松殿山荘流茶道会として活動している。この他、京都には小堀遠州流から派生した組織として、大徳寺龍光院及び大慈院に伝わる紫野遠州流があり、祇園祭の宵山では菊水鉾の会所にて釜を掛けている。

## 歴代家元
- 1世：小堀遠州（えんしゅう）（1579-1647）
- 2世：小堀宗虎（むねとら）（1583-1615）

遠州の同母弟で、「槍の治左衛門」と称される武勇の持ち主であり、父小堀正次に遠州と共に連れられて茶の湯を学び、遠州の茶を身近で吸収した。知行は3,000石となり幕末まで続いた。
- 3世：小堀宗貞（むねさだ）（1601-1644）

宗虎の嫡男で、茶道のみならず建築などにも才能を発揮し、多賀大社の造営奉行を務めた。叔父である小堀遠州の茶会にたびたび同席し、直接指導を受けていた。
- 4世：小堀宗舟（そうしゅう）（1626-1684）

宗貞の嫡男で、諸大名と交流して茶道を嗜み、遠州形の茶杓を残した他、作事にも優れ、栗林公園を遠州流の庭園として作り上げた。父正十同様、大叔父にあたる遠州の茶会に同席しており、直々に指導を受けるとともに、総合芸術家として学んだと考えられる。また、臨済宗円覚寺派総本山円覚寺の本堂再建に関わったとされ、菩提寺に加えて円覚寺の舎利殿裏に墓が安置されている。
- 5世：小堀宗功（そうこう）（1629-1694）

宗貞の次男で、茶道のみならず普請などに優れた。
- 6世：小堀宗安（そうあん）（1672-1724）

宗功の嫡男で、父政利から茶道を学び、よく遠州流の継承に努めた。
- 7世：小堀宗忠（そうちゅう）（1717-1733）

本家である小室藩5代藩主で幕府若年寄宗香の次男(長男は早世)で、遠州の直系の玄孫にあたり、養子入りしたが17歳で没する。
- 8世：小堀宗信（そうしん）（1722-1764）

従五位下山城守。宗香の五男(長男、三男、四男は早世)で、遠州の直系の玄孫であり遠州茶道宗家の宗友の兄にあたる。父政峯からの教えを受け、家中に本家の茶道を広めた。
- 9世：小堀宗道（そうどう）（1746-1788）

従五位下河内守。宗信の長男.。
- 10世：小堀宗勇（そうゆう）（1767-1819）

宗道の長男で、小堀氏の惣領として、幕府の「寛政重修諸家譜」の家譜調査に小堀家系譜を呈譜して遠州以来の小堀家の事績を後世に残した。
- 小堀宗圓（そうえん）（1799-1851）

宗勇の長男で、病身のため惣領を引いたため、歴代家元には数えていないが茶をよくする。
- 11世：小堀宗仁（そうじん）（1813-1845）

宗圓の長男で、本家改易後の遠州流の正統な継承に努めたが若くして没した。
- 12世：小堀宗舟（そうしゅう）（1840-1901）

宗圓の次男で、将軍徳川家慶、家定、家茂慶喜の4代に仕え、黒船来航時の国書受け取り(1853年)、坂下門外の変により蟄居した小堀宗中の赦免(1862年)、老中阿部正外に付き従って上洛(1863年)、使番としての長州征討従軍(1864年)など旗本筆頭としての働きを見せた。
明治維新後も徳川家に忠義を尽くし、16代徳川家達の駿府入府に付き従って、徳川家の再興に尽力した。明治6年に東京に戻ってからは、徳川家の依頼で荒廃していた上野東照宮の復興を手がけるとともに、下谷練塀町の屋敷で遠州流を正統に受け継ぐ家元として、一般への茶道教授を開始した。
また、茶道普及のために関西に赴き、明治28年には、京都・大徳寺孤篷庵にて遠州没後250年祭を催した。弟子に茶道家の小文法師や高谷宗範などがいたほか、近代数寄者の代表格である安田善次郎や平瀬露香などと茶会に招待し合うなどの交流を持つとともに、遠州流茶道保存会を立ち上げ、遠州の茶の湯を正当に継承する茶人として活躍した。
- 13世：小堀宗博（そうはく）（1880-1922）

小堀宗舟の次男(長男は夭折)で、父に従い京都の伏見、大徳寺龍光院、孤篷庵などで教場を開き、正統な遠州流の普及に努めた。
- 14世：小堀宗忠（そうちゅう）（1886-1953）

小堀宗舟の三男で、若年期は関西で遠州流の普及に努める父に従って大徳寺孤篷庵で活動した。東京に戻ってからは高円宮妃に茶道を教授した他、作庭にも優れ各地の庭園を手がけた。また、定家様の書は当代随一で、華道においては遠州の古書を元に剣山を開発したり、盆石においても遠州流を興すなど、総合芸術家として名を馳せた。
- 15世：小堀宗通（そうつう）（1912-1999）

宗忠の長男で、家元後援会松籟会を立ち上げ、機関紙松籟を創刊。柳営茶会において、将軍の茶道指南役を務めた遠州の茶を正しく伝え、国内外においても多数の茶会を催し茶道の発展に努めた。また、遠州以来の古書の整理や公開、出版を通して遠州流の伝統を世に広めた。
- 16世：小堀宗圓（そうえん）（1945-）

当代家元。柳営茶会での掛釜など小堀遠州の茶道を正しく受け継ぎつつ、遠州の茶を広く普及させるため、国内外で釜を掛けるなどの活動を行う。